# Sporstopper
En sporstopper eller stopbom er en hindring for enden af et jernbanespor der skal hindre eventuelle køretøjer i at køre længere.
Stopperne kan inddeles i lave og høje stoppere efter deres måde at standse materiellet på. Ved lave sporstoppere sker standsningen ved at hjulene rammer sporstopperen, og bringer køretøjet til standsning.
For at beskytte nyere materiel indrettes sporstoppere således at det er køretøjernes puffere, der støder mod sporstopperen. Disse stoppere inddeles i faste, fjedrende og bevægelige stoppere.
Afløbsspor
Et afløbsspor er et kort spor der som regel ender i en sporstopper. Afløbsspor etableres i tilknytning til et sporskifte, når sporskiftet er stillet mod afløbssporet, beskytter det mod utilsigtede tog- og rangerbevægelser, disse bliver ledt ud på afløbssporet og hovedsporet holdes dermed frit.